# Trận Định Tường (1861)
Trận Định Tường hay Pháp đánh chiếm Định Tường là một phần của cuộc chiến tranh Pháp-Việt 1858-1884 trong lịch sử Việt Nam, xảy ra từ ngày 26 tháng 3 năm 1861 và kết thúc vào ngày 14 tháng 4 cùng năm, tức sau khi Pháp đánh chiếm Tân Hòa (Gò Công) và làm chủ hoàn toàn tỉnh thành này.
Mặc dù quân Pháp chịu nhiều thiệt hại, nhưng theo sử gia Phạm Văn Sơn, thì chiến thắng này đã giúp họ lập dần được nhiều căn cứ quan trọng, để hoàn thành cuộc chinh phục vùng đất đai của người Việt...

## Lý do đánh chiếm
Sau khi phá được Đại đồn Chí Hòa ngày 25 tháng 2 năm 1861, bộ chỉ huy thực dân Pháp thấy cần phải đánh lấy Biên Hòa và Định Tường để mở rộng khu vực và cũng để ổn định các vùng đất đã đánh chiếm được, nhưng vì không đủ quân để mở cả hai mặt trận và sau khi cân nhắc, Thủy sư đề đốc Charner quyết định đánh chiếm Định Tường trước, mà điểm mấu chốt là thành Mỹ Tho, bởi mấy lý do chính sau.
- Đây là tỉnh giàu có, là vựa lúa, và là thị trường lúa gạo quan trọng của Việt Nam.
- Định Tường có vị trí then chốt trong hệ thống giao thông thủy ở đồng bằng sông Cửu Long, có thể dễ dàng đi đến Cao Miên và ra Huế.
- Định Tường là một trung tâm kháng Pháp, cần phải nhanh chóng tiêu diệt.
- Chiếm được Định Tường, tức cắt đứt được nguồn cung ứng lúa gạo ra Huế & các nơi khác.
- Ngoài ra, chiếm được Định Tường, thực dân Pháp có thêm điều kiện để đánh lấy Vương quốc Căm Bốt.

## Chuẩn bị
Bởi mùa mưa sắp đến, nên ngay khi quyết định đánh chiếm Định Tường, Đề đốc Charner hối hả sai nhiều toán đi thăm dò, cuối cùng ông cũng tìm được sông Bảo Định (hay kênh Trạm) và kênh Thương mại (Arroyo Commercial) để làm đường tiến quân.

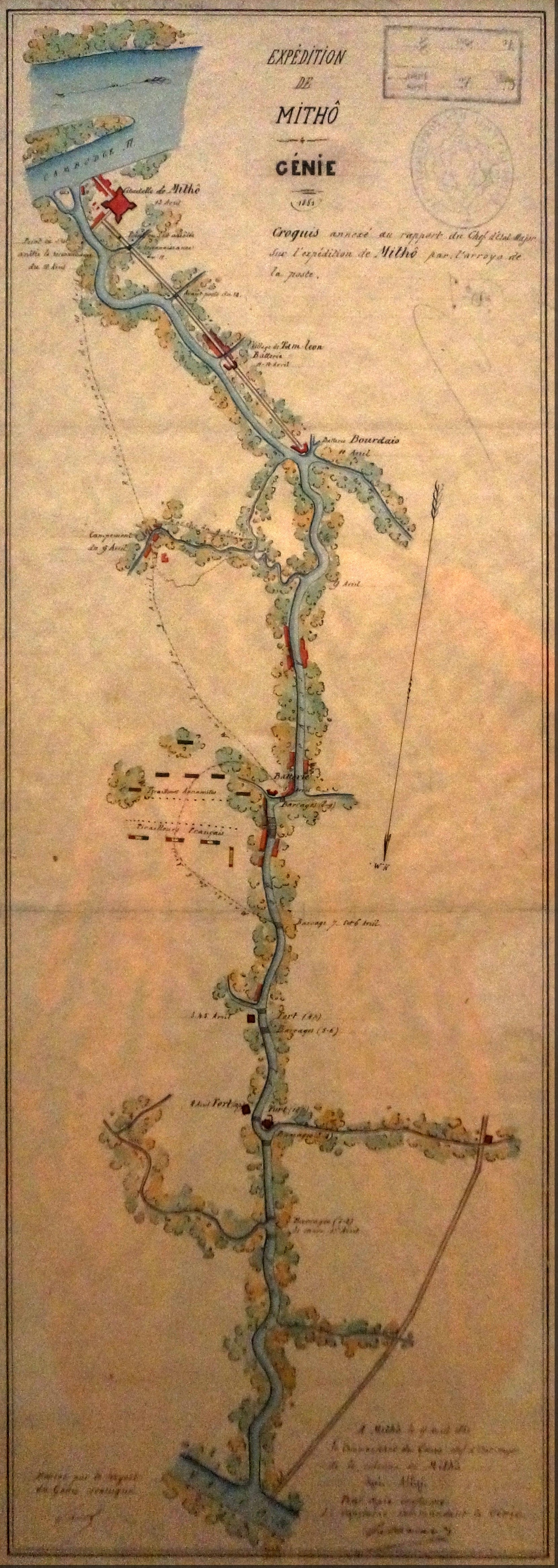

## Diễn biến
Ngày 26 tháng 3 năm 1861, Trung tá Hải quân Bourdairs, từ 15 ngày nay đã đóng chốt tại cửa kênh Trạm, nhận được lệnh khởi sự hành quân, với chỉ thị đặc biệt của Đề đốc Charner là: Không được phép quên mục tiêu tối hậu của ta là chiếm Mỹ Tho (thư ngày 27 tháng 3 năm 1861).
Cùng phối hợp với Trung tá Hải quân Bourdairs có hai pháo hạm La Mitraill và L’Alarme, 5 tiểu pháo hạm cùng 200 lính thủy, 20 lính Tây Ban Nha do Thiếu úy Maolini dẫn đầu.
Việc làm đầu tiên là Bourdairs lệnh cho tất cả tàu bè đang ở kênh Thương mại, nhưng vì cỏ rậm & bùn sình lấp cạn đã không tiến được, lui ra hết để theo đường kênh Trạm.
Ngày 1 tháng 4 năm 1861, các pháo hạm cùng nả súng phá được hai đồn của quân Việt ở bờ kênh.
Ngày 2 và 3 năm 1861, quân Pháp tập trung để phá các đập chắn ngang kênh dùng để cản ngăn tàu. Phá xong 4 đập, ba pháo hạm bằng sắt tiến lên, rồi nhanh chóng bắn triệt hạ đồn thứ ba đang canh giữ đập thứ 5 và thứ 6 của quân Việt.
Ngày 4, từ Sài Gòn, một đoàn quân đông đảo đi trên hộ tống hạm Echo do Đại úy De.Vautré chỉ huy đến chi viện, gồm:
- 200 lính bộ do hai Đại úy là Lafouge và Azières cầm đầu.
- 100 lính thủy, 2 đại đội thủy quân đánh bộ, hai cổ đại pháo nòng 4, hai súng cối miền núi nòng có khía cùng nhiều đạn dược do Đại úy Amlaudrie du Chauffaut cầm đầu.
- 50 lính công binh do Đại úy Bovet cầm đầu, có Thiếu úy Mathieu theo hỗ trợ và Thiếu úy Hải quân Amirault được biệt phái sang làm phụ tá.

Hai hôm sau, tức ngày 6 tháng 4, lại có thêm nhiều toán quân nữa do Trung tá Hải quân Desvaux  chỉ huy đến Vũng Gù. Cùng lúc đó, Trung úy bộ binh Guilhoust ở Thủ Dầu Một cũng được lệnh xuống tàu 3 ổ súng cối xuống tăng viện.
Lúc này, đoàn quân viễn chinh trở nên đông đảo; và theo lệnh Charner, quyền tổng chỉ huy từ Trung tá Hải quân Bourdairs được chuyển sang cho Đại tá Hải quân Le Couriault du Quilio, là sĩ quan tùy tùng của Thủy sư đề đốc Charner. Phụ tá cho chỉ huy mới có viên chỉ huy đoàn công binh là Allizé de Matignicourt, và huấn thị mới lần này là: Nếu vị Phó vương đề nghị thương thảo với ông (tức Le Couriault du Quilio), thì ông sẽ trả lời rằng phải để ông chiếm thành rồi mới nói chuyện. Không một phút nào ông được phép quên là ông đang liên hệ với một "con cáo" sẵn sàng đánh lừa ông.
Ngày 5 tháng 4, sau khi phá xong đập thứ 5 và thứ 6, hạm đội của Trung tá Hải quân Bourdairs và pháo hạm số 16 do Đại úy Béhic chỉ huy vừa đến tăng cường cùng thẳng tiến đến đập thứ 7. 
Vừa đến nơi, thì các tàu Pháp bị quân Việt ở hai bên bờ dùng súng bắn xuống. Tàu Pháp bắn trả, giết chết một và làm bị thương vài người khác.
Cũng vào sáng ngày này, đoàn quân tăng viện theo hộ tống hạm Echo vừa kể trên, bắt đầu đổ bộ xuống ngã ba sông Vàm Cỏ và kênh Vũng Gù. Từ đây, quân Pháp được đưa xuống các sa-lúp (Chaloupe, tức xuồng máy) để đến đập thứ 8 vào lúc 3 giờ chiều. Quân xung kích hai bên liền nổ súng bắn nhau được một lúc, thì quân Việt rút lui, bỏ lại chiến trường nhiều xác chết.
Đập này được đắp thật chắc chắn, lấp ngang một phần kênh dài suốt 90m, gồm ba chặng, mà mỗi chặng ngoài những cọc bằng cau, tre còn có 9 chiến thuyền chở đầy bùn đất bị nhận chìm.
Ngày 6 và ngày 7, quân Pháp đánh chiếm thêm đồn và cho phá đập thứ 9. 
Kể từ đầu trận, bên cạnh những công việc hết sức nặng nhọc là phá đập, các bệnh như dịch tả, kiết lỵ, sốt rét luôn làm cho quân Pháp kiệt sức và lo âu; nhưng dịch bệnh thật sự trở thành nỗi kinh hoàng bắt đầu từ ngày 7 tháng 4. 
Trung úy Hải quân Pháp Léopold Pallu, sĩ quan tùy viên Tổng hành dinh của tướng Leonard Charner & là người trực tiếp tham dự trận, sau này đã kể lại trong sách của mình như sau: 
...Ngày 7 tháng 4, ta khởi công phá đập. Chờ lúc nước ròng, ta vét bùn trong các thuyền nhận chìm...Công việc phá đập nặng nhọc hơn các ngày hôm trước nhiều, nước ngập lên đến vai, đầu ló ra khỏi nước thì trời nóng như thiêu như đốt. Bộ binh nhiều người bị dịch tả: thủy quân đã bị dịch tả từ mấy ngày trước rồi. Càng ngày càng phải huy động thêm bác sĩ cho đoàn viễn chinh... Ngay khi đến đập thứ bảy đã có đến 150 quân sĩ bị bịnh phải di tản: mỗi người một bịnh đòi hỏi phải săn sóc khác nhau; y tá cũng thiếu, bọn cu li Tàu bị dịch tả phải tự xoa bóp cho nhau.
Nhiều tàu sa-lúp móp méo dưới móng ngựa từ khi còn ở Peh-tang bên Tàu bây giờ lại tệ hơn, bị thủng đáy và nước tràn vào; phần lớn các ghe thuyền cướp được của quân An Nam cũng bị nước vào. Xác của quân lính ta thâm đen vì tai ương dịch tả, tạm thời đặt ở gầm tàu, cứ mỗi lần tàu bị chòng chành thì đè lên người sống. Thật quả là những trạm cứu thương quân y hết sức thảm thương.
Chỉ trong vòng vài tiếng đồng hồ mà Trung úy hải quân Vicaire đã thấy trên chiếc sa-lúp Loire năm người trút hơi thở trước mắt mình. Hạm trưởng và sĩ quan trên tàu Monge tiếp tục chỉ huy thủy thủ phá đập, đây là số quân lính duy nhất từ khi khởi sự phá đập đến nay mà vẫn còn đứng vững. Trong số thủy thủ đoàn của tàu Monge nhiều người đã chết, người nào còn sống sót chắc lâu lắm mới đủ sức hồi phục. Vị chỉ huy Bourdais bị sốt; những hôm gần đây ai cũng thấy ông suy yếu rõ. Ông thường xuống xuồng nhỏ để huy động, nếu thấy quân lính chèo xuồng lơi tay vì mệt lã thì ông quay sang người cầm đầu bọn lính chèo mà nói rằng: "Bảo họ cố gắng lên, tao sẽ đề nghị gắn huân chương cho mày". Cứ như thế mà ông thúc họ cố gắng thêm. Vị chỉ huy Bourdais, người điều động lính chèo và năm anh chèo xuồng người nào cũng ngất ngư như sắp chết. Vào một buổi chiều, khi đập thứ chín đã phá xong và sức chịu đựng đã cùng cực, người ta để ý thấy có một vài người Pháp và người Tagal bắt đầu than phiền...
Trong hai ngày (7 và 8) gánh chịu cực nhọc và thương vong để phá đập, các pháo hạm bằng sắt đã vượt được khúc kinh bị chận để gặp toán bộ binh đang đóng quân để chờ.
Ngày 9 tháng tư, Pháp dùng dân công mang vài khẩu đại pháo bọc hậu để bắn vào phía sau đồn, trong khi đó hạm đội sẽ tấn công vào mặt trước. Đồn vỡ, các pháo hạm và bộ binh Pháp cùng tiến. 
Do trinh sát kém, nên quân Pháp vẫn không biết chính xác đồn quân Việt ở đâu. Bất thình lình, đồn hiện ra ngay trước mặt chỉ cách bốn trăm thước, đúng vào một khúc quanh của con kinh Trạm. Pháo hạm số 18 đi đầu do Đại úy Bourdais chỉ huy bắn một quả đạn, liền bị bắn trả ba quả đạn. Một rớt lên tàu, một làm bị thương một lính Pháp, một giết chết Bourdais vào chiều ngày 10 tháng 4 . Tức thì bốn đại pháo nòng 30 có khía từ các chiến hạm đi cùng phóng đạn liên hồi vào phá tan nát đồn, khiến quân Việt phải tháo lui. Kể từ lúc đó suốt con kinh Trạm đã bị Pháp chiếm lĩnh.
Trung tá hải quân Desvaux nhận quyền điều khiển các pháo hạm thay Bourdais, nhanh chóng chiếm đồn thứ sáu (gần làng Trung Lương), vì khi đó quân Việt đã rút lui hết. 
Ngày 10 tháng 4, cả đạo quân viễn chinh đã đến gần sát thành Mỹ Tho. Nhưng vì ngày hôm sau bận làm tưởng niệm Bourdais, nên cả đoàn quân của Desvaux đánh mất công đầu, bởi thành Mỹ Tho đã bị Chuẩn đề đốc Page chiếm trước.
Theo Léopold Pallu, vì muốn chiếm lấy nhanh Định Tường, nên ngày 6 tháng 4, Đề đốc Charne đã sai người đi thăm dò đường biển, cốt mở thêm một mũi tiến công nữa. 
Và sau khi "khổ công" mới tìm được, ngày 10 tháng 4, ba pháo hạm là Fusées, Lily và Sham Rock do Chuẩn đề đốc Page chỉ huy, đã rời Biên Hòa men theo đường biển, tiến vào cửa Tiểu (sông Tiền), với chỉ thị là để góp phần cho Mỹ Tho mau sụp đổ và làm cho quân thù phải sớm điều đình. Đoàn tàu này đã nhanh chóng phá đập chắn sông tại vàm cửa Tiểu, vàm Kỳ Hôn và phá tan hai đồn bảo vệ đập vào ngày 12 tháng 4.
Đối mặt với hai mũi tấn công của thực dân, Tổng đốc Nguyễn Công Nhàn chạy về Kiến Đăng (thuộc phủ Kiến An, Định Tường), Án sát Huỳnh Mẫn Đạt cũng bỏ trốn; còn Tuần phủ Nguyễn Hữu Thành và Phó đề đốc Đặng Đức rút vào trong thành.
Nhưng vì thấy lực lượng quân đội của Pháp cùng với vũ khí hùng hậu quá, biết không thể nào giữ được nên trưa ngày 12 tháng 4 năm 1861, Nguyễn Hữu Thành đã ra lệnh thiêu hủy toàn bộ kho tàng, dinh thự rồi cùng với Đặng Đức thu gom vũ khí, tài liệu rút rồi rút quân về Vĩnh Long trước khi tàu Pháp đến.
Tổng đốc Long Tường là Trương Văn Uyển phái Án sát Nguyễn Duy Quang và Lãnh binh Tôn Thất Tuấn  đem khoảng ngàn quân Vĩnh Long qua cứu viện Định Tường. Đội quân này đóng bên hữu, ngoài thành, thấy tình thế như vậy nên đã cùng quân Định Tường rút hết về Vĩnh Long.
Cho nên, lúc 1 giờ 30 phút trưa ngày 12 tháng 4 năm 1861, đoàn tàu chiến của tướng Page đã chiếm lĩnh thành Mỹ Tho mà không hề tốn một viên đạn. Ngày 14 tháng 4, đoàn quân thủy bộ của Trung tá Desvaux mới vào bên trong thành. Cũng ngày này, quân Pháp tiến chiếm luôn Tân Hòa (Gò Công).

## Sau trận chiến
Hai bên đều bị thiệt hại về người và của nhiều, nhưng không có con số chính thức. 
Và theo Léopold Pallu, vì các quan trấn giữ thành Mỹ Tho cho đốt hết các kho nhà nước, và cả các xâu tiền kẽm, nên quân Pháp "chẳng còn vớt vát được gì. Tại các ụ đóng ghe ta cướp được vài thuyền quan thật đẹp bằng gỗ giá tị là một loại gỗ rất quý. Ta liền tu sửa các ghe cướp được, trang bị khi giới, đem tăng cường cho hạm đội của ta".. 
Khi hay tin quân viễn chinh Pháp chiếm được Mỹ Tho, Đề đốc Charner đã đến nơi sắp xếp việc hành chính, chính trị và lo việc phòng giữ thành.
Về phía các quan nhà Nguyễn, thì Tổng đốc Nguyễn Công Nhàn chạy về Kiến Đăng, Tuần phủ Nguyễn Hữu Thành chạy về Biên Hòa, và rồi cả hai đều dâng sớ chịu tội, đổ lỗi cho nhau. 
Vua Tự Đức và các đại thần trong triều, từ khi mất ba tỉnh miền Đông chỉ họp bàn loanh quanh, chưa tìm được kế sách cứu nước. Cho nên khi hay mất thêm Định Tường, nhà vua chỉ còn biết ra lệnh cho ba tỉnh là Bình Thuận, Khánh Hòa và Bình Định; mỗi tỉnh phải xuất 500 quân kéo vào Biên Hòa, Vĩnh Long và An Giang để hỗ trợ cho Định Tường, và lệnh cho các quan bại trận ở Định Tường phải trở về lập công chuộc tội.
Sau khi thất trận này, tướng Nguyễn Bá Nghi thấy tình hình không thể sáng sủa được, bèn thảo thư nghị hòa với Charner.
Khác với cách ứng phó của một số tướng tá nhà Nguyễn, ngay từ lúc quân Pháp san bằng Đại đồn Chí Hòa, quân triều đình rút chạy; thì các đạo quân ứng nghĩa vẫn bám sát đối phương để chiến đấu. Đến khi Định Tường thất thủ, phong trào kháng chiến của nhân dân càng bùng lên dữ dội, và làm chủ được nhiều làng xã. Cho nên, theo GS. Nguyễn Phan Quang, mặc dù quân Pháp chiếm được Định Tường, nhưng chỉ đóng được ba đồn là Gia Thạnh, Chợ Gạo và Gò Công. Nổi bật trong số những đạo quân ứng nghĩa, có Trương Định với khoảng 6.000 quân, làm chủ vùng Tây Nam Gò Công; Đỗ Trình Thoại ở vùng Tân Hòa, Gò Công; Phủ Cậu ở vùng Rạch Chanh (Mỹ Tho); Võ Duy Dương ở vùng Tây Bắc Định Tường; và của Quản Tu (người đã bắn chết Trung tá Bourdais trên kênh Trạm (tức sông Bảo Định). 
Bất lực trước sức đề kháng của nhân dân Việt, Đề đốc Hải quân Charner đã xin từ chức. Tháng 10 năm 1861, Đô đốc L. Bonard được cử sang thay, quyết tâm thực hiện lệnh của Bộ trưởng Hải quân Pháp là phải giữ vững sự đô hộ của chúng ta ở Sài Gòn...ở đó chúng có thể ở lại lâu dài.

## Nhận xét
- Léopold Pallu:

Dịch tả trong mười lăm ngày đã gây chết chóc nhiều hơn là đại pháo và súng bắn trong một trận hỗn chiến.
- V. Vial:

Thực tế, cuộc tiến quân đánh chiếm Mỹ Tho diễn ra không đơn giản. Chưa có cuộc hành quân nào ở Nam Kỳ lại mệt nhọc và chết chóc nhiều như cuộc hành quân này...Quân lính ta, trên đường, đụng phải nhiều ổ đại bác, nhiều cản, nhiều chướng ngại vật đủ thứ của kẻ địch đã bày ra. Đó là một cuộc chiến đấu liên miên cả ngày lẫn đêm, chống người, chống vật của một vùng xa lạ huyền bí. Một số đông quân lính tham gia cuộc hành quân này đều bị chết, chết vì nhọc nhằn quá, hay chết vì bệnh dịch tả. Viên quan tư can đảm Bourdairs, người chỉ huy cuộc hành quân bị một viên đại bác làm bay mất cái đầu… Trên chiến thuyền Sông Ranh có 12 người thì bị bệnh dịch tả chết hết năm trong một ngày...Số đông quân lính bị chết vì quá mệt nhọc, vì bệnh dịch tả.
- Phạm Văn Sơn:

Trong cuộc xuất binh này, quân đội Pháp khổ cực vô cùng. Bệnh tả và bệnh lỵ đã giết hại một số người của họ. Nhưng ngoài cái thiệt hại này, họ đã lập dần được nhiều căn cứ quan trọng, để hoàn thành cuộc chinh phục vùng đất đai này của người Việt....